# فن ديتون (كامبريدجشير)
فن ديتون (بالإنجليزية: Fen Ditton)‏ هي أبرشية مدنية تقع في المملكة المتحدة في إنجلترا. يقدر عدد سكانها بـ 747 نسمة .